# Memnonia ornata
Memnonia ornata är en insektsart som beskrevs av Rauno E. Linnavuori och Delong 1978. Memnonia ornata ingår i släktet Memnonia och familjen dvärgstritar. Inga underarter finns listade i Catalogue of Life.